# دیوید وست (بازیکن فوتبال)
دیوید وست (انگلیسی: David West؛ زادهٔ ۱۶ نوامبر ۱۹۶۴) بازیکن فوتبال در پست مهاجم اهل انگلستان است.

## باشگاهی
از باشگاه‌هایی که در آن بازی کرده‌است می‌توان به باشگاه فوتبال چلتنهام تاون، باشگاه فوتبال لیورپول، باشگاه فوتبال تورکی یونایتد، باشگاه فوتبال باشلی و باشگاه فوتبال فارم تاون اشاره کرد.